# 紀元前11千年紀以前
紀元前11千年紀以前（きげんぜんじゅういちせんねんきいぜん）は、西暦による紀元前10001年までの時代である。すなわち現在からおよそ1万2000年以上過去に当たる。ここに記載するのは現生人類（ホモ・サピエンス）と直接関係する程度の範囲のものとする。それ以前の歴史については古人類学、地球史年表、地質時代などの適切な地質時代区分の記事、または宇宙の年表を参照。

## できごと
- 紀元前50,000年頃、ホモ・フローレシエンシスが絶滅。
- 紀元前43,000年頃のホモ・サピエンスの遺跡がロシアのドン川畔で見つかった[1]。
- 紀元前40,000年頃、アボリジニがオーストラリアに渡来する。放射性炭素年代測定による考古学データによれば、42,000〜45,000年前[2]。
- 紀元前39,000年頃、西シベリアで発掘されたデニソワ人が活躍。
- 紀元前30,000年頃、後期旧石器時代始まる。
  - 立川ローム基底部（X層）。日本の旧石器文化発見。岩宿遺跡の局部磨製石斧。
  - ドイツ南西部ホーレンシュタイン・シュターデル（英語版）洞窟出土のライオンマンが作られる。最古の人物（動物）彫刻で、オーリニャック文化のものとされる。
- 紀元前28,000年頃、日本列島の旧石器時代人は、槍先形尖頭器、細石器、有茎尖頭器、石槍という狩猟具を発達させ、ヘラジカ、ハナイズミモリウシ、オーロックス、ナウマンゾウ、ヤベオオツノジカなどの大型の哺乳動物やニホンジカ、イノシシ、アナグマ、ノウサギなどの中小のほ乳動物を狩猟していた。
- 紀元前21,000年頃、鹿児島県にある姶良火山が大爆発を起こす。九州から関東地方まで、直径2000キロのおよぶ卵形の地域に火山灰が降った。それが姶良火山灰層でATが俗称である。現在の鹿児島湾は姶良火山活動によって姶良カルデラとなっている。この頃を境にナウマンゾウが日本列島から姿を消す。
- 紀元前18,000〜16,000年、最終氷期の最寒冷期。海水面の高さが現在よりも約150メートル低かった。
  - グレートブリテン島はヨーロッパ大陸と陸続き。
  - ベーリング地峡がユーラシア大陸と北アメリカ大陸をつないでいた。
  - 東南アジアのスンダランド、オセアニアのサフル大陸が広がっていた。
  - 東アフリカとアラビア半島をつなぐバブ・エル・マンデブ海峡の間隔も狭小だった。
- 紀元前18,000年頃、ヒトの移動、メキシコに到達する。
- 紀元前17,000年頃、イタリアのカラブリア州にあるロミト洞窟（英語版）の使用が始まる。オーロックスの線刻絵画や先端骨形成不全症の人体骨格が発見されたことで知られる。
- 紀元前16,000〜14,000年頃、沖縄県山下町第1洞穴、港川、ビンザアプ人。旧石器時代終末か縄文時代草創期の人類。沖縄県島尻郡具志頭村港川で人骨発見。
- 紀元前15,000年頃、西ヨーロッパでマドレーヌ期（英語版）が始まる（ - 紀元前10000年頃）。
- 紀元前15,000年頃、北スペイン・カンタブリア地方のアルタミラ洞窟の壁画が描かれた。
- 紀元前15,000年頃、ウクライナのメジリチ遺跡でマンモスの骨による住居が作られる。[3]
- 紀元前14,000年頃、縄文時代の始まり。縄文土器が作られ始める。
- 紀元前13,000年頃、南カリフォルニアのサンタローザ島（英語版）出土の人骨はこの時代のもので、北米最古の人骨。
- 紀元前12,500年頃、レヴァントでケバラン文化（英語版）に代わりナトゥーフ文化が始まる。
  - 同時期のネゲヴおよびシナイ半島にはムシャビ文化（英語版）があった。
- 紀元前12,000年頃、中国長江流域で陸稲稲作の開始（仙人洞・吊桶環遺跡）。
- 紀元前12,000年以上前、米国に現生人類（ホモ・サピエンス）がいたことを示す証拠が発見された。アメリカ合衆国オレゴン州の洞窟で人間の糞の化石が見つかった。ミトコンドリアDNAから東アジアやシベリアの人と共通する特徴をもっているという[4]。
- 紀元前12,000年頃、イヌの家畜化。静岡県浜北人、沖縄県上部港川人（1万2千〜1万数千年前）。
- 紀元前11,000年頃、日本、縄文時代草創期。細石器・有舌尖頭器がつくられ、豆粒文様土器がつくられる（長崎県泉福寺洞窟遺跡）。日本列島でオオツノシカが絶滅。
- 紀元前11,000年頃、ロシアの中部ウラルの泥炭地で発見された世界最古級の木像「シギルの偶像」が作られる。